# A-234
A-234は、ソビエト連邦とロシア連邦が化学兵器として開発した有機リン化合物。ノビチョクに分類される神経剤の一種である。A-234はヴィル・ミルザヤノフが明らかにしたものとスティーブン・ホーニグが明らかにしたものの2種類が存在する。

## A-234 （ホーニグ）
ノビチョク7とジクロロフルオロニトロソメタンを混合することにより生成される猛毒物質。